# Baptornis
Baptornis ("ave buceadora") es un género de aves subacuáticas que vivieron en el Cretácico tardío, hace unos 83-80 millones de años. Estas aves estaban especializadas en la técnica del buceo. Su hábitat eran los mares poco profundos que cubrían la zona central de América del Norte durante el periodo en que vivieron. Solo se conoce a las aves de este género a partir de algunos huesos aislados, todos ellos recuperados de los depósitos calizos del cretático tardío de Kansas (Estados Unidos). Nunca se ha encontrado un esqueleto completo, por lo que para la reconstrucción de su esqueleto se ha utilizado el esqueleto de un primo cercano, Hesperornis, para reconstruir partes que faltaban. Pesaba unos 7kg y medía 1m. Existen dos especies, Baptornis advenus y Baptornis varneri, aunque esta última podría pertenecer a otro género.

## Descripción
Eran aves que tenían un cuello inusualmente largo, lo que le habría permitido arrojarse con su afilado pico contra los peces. A diferencia de las aves modernas las mandíbulas de las aves del género Baptornis estaban cubiertas de pequeños dientes afilados. Estos dientes eran muy útiles para sujetar firmemente los peces, que constituían la mayor parte de su dieta.
Están íntimamente relacionadas con otra ave subacuática del período Cretácico tardío de América del Norte llamada Hesperornis (pájaro del oeste). Todas estas aves debían de estar amenazadas constantemente por los grandes reptiles marinos, como los mosasaurios, que vivían bajo la superficie del mar.

## Descubrimiento
Fue el famoso experto Othniel Charles Marsh quién describió por primera vez los esqueletos fósiles de estas aves a finales de 1870. Junto con los esqueletos fósiles de Archaeopteryx constituyeron unos de los primeros fósiles de ave que la ciencia conoció. Pero, a diferencia de Archaeopteryx, ni Hesperornis ni las aves del género Baptornis eran capaces de volar.

## Inmersión y natación
Las aves del género Baptornis eran unas magníficas nadadoras. Nadaban utilizando sus enormes pies palmeados, puesto que sus minúsculas alas no le servían. Eran unas depredadoras subacuáticas muy hábiles, podían maniobrar muy bien, revolviéndose y girando rápidamente mientras perseguían a su presa.
Todo su cuerpo estaba especialmente diseñado para sumergirse. Tenían el perfil de un torpedo y eran aereodinámicas, lo que le facilitaba mucho sus movimientos en el agua.

### Alas minúsculas
Sus alas tan minúsculas solo les servían para impulsarse hacia delante mientras nadaban. Además, la forma plana de su esternón demuestra que los músculos que accionaban las alas eran pequeños y débiles. Pero esas alas podrían haber servido para dirigir a las aves del género Baptornis mientras nadaban por debajo del agua.

### Pies palmeados
Las aves del género Baptornis tenían unos enormes pies palmeados que le proporcionaban caso toda la fuerza de propulsión cuando buceaban o nadaban. Las aves actuales, como el somormujo o el colimbo usan una estrategia similar, pero poseen grandes alas que les permiten volar, a diferencia de Baptornis.

## Vida en el agua
A las aves del género Baptornis les habría costado mucho caminar sobre tierra debido a que sus patas estaban colocadas muy atrás del cuerpo. Seguramente pasaba la mayor parte de su vida dentro del agua o flotando sobre el mar. Esto nos lo indica también que los fósiles de las aves del género Baptornis se han encontrado en rocas de tipo calizo, que normalmente se forman en las orillas. Esto da la idea de que las aves del género Baptornis pasaban la mayor parte de su vida en mar abierto y que solo iban a tierra para poner huevos y criar a sus pequeños.